# Faraoa 'ipo
La faraoa 'ipo es un tipo de pan de bola de la gastronomía de Polinesia Francesa, particularmente de los paʻumotu, los habitantes del archipiélago Tuamotu, a base de harina con levadura, coco, la leche de coco, azúcar y sal, cocido en agua de coco. Tienen forma de bola o albóndiga.
También se puede cocinar en un ahima'a (horno polinesio), envuelto en hojas de plátano.

## Variantes
Faraoa significa pan en la lengua local, proveniente de farine (harina). Hay muchas variedades de pan en la Polinesia, principalmente hechas de coco:
- Faraoa firifiri, donut o rosquilla hecho de harina, azúcar y leche de coco frito en un baño de aceite, tradicionalmente consumido en el desayuno.
- Faraoa uto, pan hecho con harina mezclada con uto (germen de coco) triturado.
- Faraoa omoto pan hecho con harina mezclada con coco ('omoto)
- Faraoa 'eu, tipo de pan dulce
- Faraoa farai pani, crêpe
- Faraoa ha'ari, pan con leche de coco
- Faraoa hopue, pan
- Faraoa mamahu, pan dulce cocinado en hojas de plátano
- Faraoa mape, bolas de harina mezcladas con agua de coco y horneadas
- Faraoa monamona, pastel
- Faraoa pa'apa'a, galletas